# Neosisyphus basilewskyi
Neosisyphus basilewskyi là một loài bọ cánh cứng trong họ Bọ hung (Scarabaeidae).